# (6126) Hubelmatt
(6126) Hubelmatt ist ein rund fünf Kilometer messender Hauptgürtelasteroid, der am 5. März 1989 von Zdeňka Vávrová, geb. 1945, am Kleť-Observatorium (IAU-Code 046) in Tschechien entdeckt worden ist. Am 12. Februar 2017 wurde der Asteroid, obwohl schon längst nummeriert, durch die Internationale Astronomische Union (IAU) nach der 1966 von der Astronomischen Gesellschaft Luzern auf dem Gelände einer öffentlichen Schule gebauten Sternwarte Hubelmatt benannt.
Nach Berechnungen des Schweizer Asteroiden-Spezialisten Markus Griesser von der Sternwarte Eschenberg in Winterthur steht der Asteroid (6126) Hubelmatt das nächste Mal in den Nächten um den 4. August 2020 mit 187 Millionen Kilometern Distanz in Erdnähe und erreicht eine Helligkeit um 16,0 Magnituden. Er ist damit auch kleineren astrofotografischen Ausrüstungen zugänglich, hingegen kaum direkten Beobachtungen durch optische Teleskope.